# Corto toujours un peu plus loin
Corto toujours un peu plus loin, rassemble cinq aventures de Corto Maltese. Écrites et dessinées par Hugo Pratt, elles succèdent à celles de Sous le signe du Capricorne :
- Têtes de champignons ;
- La Conga des bananes ;
- Vaudou pour monsieur le président ;
- La Lagune des Beaux Songes ;
- Fables et grands-pères.

Elles se déroulent au cours de l'année 1917, au Venezuela, au Honduras, dans la mer des Caraïbes et en Amazonie.

## Cinq histoires

### Têtes de champignons

#### Résumé
À Maracaibo, au Venezuela, l’antiquaire Lévi Colombia voudrait monter une expédition pour retrouver les traces d’une civilisation perdue. Il porte à la connaissance de Jeremiah Steiner ce qu’il lit dans le journal d’un explorateur anglais disparu du nom d'Eliah Corbett, accompagné par un anarchiste évadé du bagne de Cayenne, Pierre La Reine. Il est fait mention d’une étrange construction cylindrique perdue au profond de la jungle amazonienne. S’agit-il de l’Eldorado ? Marché conclu. Corto Maltese et Steiner sont partants pour une expédition en Équateur, sur les traces de l’explorateur. Corto n’a toujours pas retrouvé la mémoire depuis les événements survenus dans À cause d'une mouette (voir Sous le signe du Capricorne). L’antiquaire possède des champignons magiques ayant appartenu à Pierre, qui lui furent offerts par un sorcier de Belem, des teonanacatl. Ils auraient le pouvoir de « donner la force et transporter en arrière dans le temps. » Devant l’impuissance de la médecine, autant utiliser la magie. Après en avoir demandé quelques-uns à Lévi, le professeur s’en va cuisiner un plat de riz qu’il partage avec Corto. Après le repas, Jeremiah est pris d’un profond sommeil peuplé de cauchemars. À son réveil, Corto se demande ce qu’il fait à Maracaïbo. Il a bien retrouvé sa mémoire antérieure, mais a complètement oublié tout ce qui s’est passé depuis l’île de la mouette jusqu’au dîner de la veille.
Lévi Colombia veut savoir s'ils sont prêts pour l’expédition. Corto n’ayant aucun souvenir des discussions de la veille, préfère renoncer.

#### Analyse
Pour les détails concernant l'Eldorado, voire le chapitre qui y est consacré plus bas.
Bien que l'expédition de cette histoire se fasse uniquement à travers les songes de Steiner, les toponymes réels abondent. Ainsi, le bateau à roues à aubes qu'il emprunte avec Corto descend le Río Pastaza, en Équateur, affluant de la rivière qui porte le même nom que le bateau, le Marañon. Les membres de l'expédition débarquent ensuite à Santa Rosa, au Pérou. Puis, le lendemain, après avoir traversé le río Chambira (en), se trouvent sur un affluent du Corrientes (en). C'est alors qu'ils parviennent à un village Nanay (se trouvant sans doute près de la rivière Nanay), point de départ de l'exploration de Corbett.
En lisant le journal de l'expédition de Francisco de Orellana écrit par Gaspar de Carvajal, Corto évoque une tribu de femmes guerrières qui attaqua l'expédition. Celles-ci furent alors comparées aux Amazones de la mythologie grecque, ce qui est sans doute l'origine de l'hydronyme Amazone et du nom de la forêt amazonienne, région dans laquelle se déroule une partie de l'histoire.
Lorsqu'il était prisonnier des Jivaros (Shuars), Pierre La Reine a été exécuté, avant que sa tête ne soit réduite. Celle-ci est exposée chez Lévi Colombia, que Corto lui rachète contre deux chandeliers en or massif qui appartenaient à la Cathédrale de San Cristobal de La Havane, afin qu'elle soit enterrée au cimetière près de la Cathédrale de Nuestra Señora de Maracaibo. Juste après, il invite Steiner chez son amie Yuca pour boire du vin de guanavana.
Dans cette histoire, tout comme dans un épisode d'Ernie Pike, le bédéiste rend hommage à l'écrivain américain Jack London en s'inspirant d'une de ses histoires. Dans celle-ci, un homme parvient à éviter la torture en se faisant tuer tout de suite par ses ennemis, les ayant convaincu qu'il était immortel. Exactement comme Pierre La Reine dans l'histoire présente.

### La Conga des bananes

#### Résumé
Corto Maltese marche dans une ruelle de la ville fictive de Mosquito, au Honduras. Trois tireurs sont embusqués. Des coups de feu retentissent. Un tir nourri leur répond. Il n’y a aucun survivant sauf un homme agonisant près d’une valise à qui Corto tente de porter secours. Lorsqu’il apprend qu’il est l’ami de Bouche Dorée, le moribond lui demande de déposer la valise au cabaret « Rumbita ». Corto cache la valise en lieu sûr avant de s’y rendre. Au « Rumbita », il fait la connaissance d’Esmeralda (qu'il retrouvera dans Tango), la fille cadette de la Parda Flora de Buenos Aires qui avait jadis beaucoup aimé le marin. Puis, il récupère la valise et se fait berner par l'aventurière Venexiana Stevenson et son complice qui réussissent à s’en emparer. Il y aura encore beaucoup de morts autour de cette valise tant convoitée : de l’argent pour mener à bien la révolution contre les compagnies bananières et les interventionnistes américains. Des coups de feu sont échangés lorsque intervient Esmeralda, qui nous apprend que la révolution est déjà finie. Bouche Dorée le confirme dans la dernière planche : « Mosquito est en fête et les interventionnistes ont perdu la guerre des bananes… » La valise ne contenait que du papier.

#### Analyse
La conga désigne plusieurs éléments musicaux cubains ou latins : un instrument de musique, un rythme, une formation musicale ou une danse.
Quant aux bananes, elles font allusion à la république bananière dont il est question dans l'aventure. Cette expression fut créée en 1904 par le journaliste américain O. Henry, qui vivait alors au Honduras, à propos de l'entreprise bananière américaine United Fruit Company. Afin de maintenir ses intérêts en Amérique latine, elle a influencé les gouvernements de plusieurs pays en sa faveur. Le premier d'entre eux fut justement l'état hondurien, qui vit des entreprises américaines s'installer le long de sa côte au début du XXe s, dont l'United Fruit, qui organisa plusieurs coups d'État durant un demi-siècle en fonction de ses intérêts.

### Vaudou pour Monsieur le président

#### Résumé
Corto Maltese et le professeur Steiner sont sur l’île de Port-Ducal. Ils apprennent qu’un procès est en cours à l’encontre d’une certaine Soledad Lokäarth, apparue dans À cause d'une mouette. Arrivée ici voilà presque deux ans, elle est accusée d’avoir fait travailler les morts (zombies). Il y a une loi qui dit : « Tous ceux qui par les arts de la magie ou de l’hypnose obligeront les morts à travailler, seront condamnés à mort. » Corto intervient pour fustiger ce jugement. La belle Soledad le reconnaît mais c’est une inconnue pour lui : cette portion de sa vie est bel et bien effacée de sa mémoire. Offensé, le tribunal ordonne de le tuer sur le champ. Resté à bord du yawl, Steiner ne veut pas croire à la mort de son ami et se rend chez le Président. Le pot-aux-roses est découvert. Bientôt la population se soulève. Port-Ducal devra apprendre à vivre sans diable dans ce monde corrompu où il n’est pas difficile d’acheter les personnes. Libre, Soledad choisit de partir pour Nassau, laissant Corto bien mélancolique.

#### Analyse
L’île de Port-Ducal, sur laquelle se déroule la majeure partie de cette histoire, est fictive, que Pratt situe au sud-ouest de la Guadeloupe. Corto s'arrête d'abord à Bathsheba, village de pêche sur la Barbade, micro-État insulaire situé en mer des Caraïbes, pour récupérer le professeur Steiner. Il est à noter que le vieux Bridgetown avec qui il discute porte le nom de la capitale. Puis, il vogue vers Anguilla afin de visiter un ami et fait escale sur l'île imaginaire.
Le marin raconte l'histoire de cet ancien repère de pirates hollandais et français, avant que les Anglais n'en fassent une base. Ensuite, les indigènes se rebellèrent contre les occupants qu'ils massacrèrent et proclamèrent une république indépendante. Dotée d'un code pénal, son article 438 condamne à mort tous ceux qui par les arts de la magie ou de l'hypnose obligeront les morts à travailler. Ce passage est évoqué par le ministère public, le docteur Zola, qui par son "J'accuse" clamé durant le procès, évoque le fameux J'accuse…!, article rédigé par Émile Zola en 1898 au cours de l'affaire Dreyfus. Le culte du vaudou est présent sur l'île, notamment à travers le culte d'Ogun.

### La Lagune des Beaux Songes

#### Résumé
Il y a trois endroits dangereux dans le delta de l’Orénoque mais le plus hostile se trouve être la Lagune des Beaux Songes. Les tambours font savoir qu’il y a un homme blanc venu de la guerre qui s’est échoué dans ce lieu. Il est malade et perd la raison. Alerté par ce message, Corto Maltese vient lui porter secours. L’inconnu porte l’uniforme anglais de l’Artists Rifles. Trop faible, il refuse de suivre le marin. Corto lui donne quelque médicament en attendant de revenir le rechercher au plus près avec son bateau. En prise avec ses délires, le lieutenant Robin Stuart est face à lui-même et à ses visions.

#### Analyse
L'histoire évoque trois lieux dangereux dans le delta de l’Orénoque (es), fleuve du Venezuela et de Colombie se jetant dans l'océan Atlantique : le Bois vert, le Rio Caribe et la Lagune des Beaux Songes. Corto approche de cette dernière avec son bateau, là où le village le plus proche est Mabaruma, au Guyana, non loin de Morawhanna, autre lieu de la région de Barima-Waini, évoqué à la fin de l'histoire. Selon le marin, l'endroit où il se trouve est le plus dangereux de la région, la où se rencontrent tous les insectes mortels de l'Amérique, imprégnée de fièvre et d'autres maladies. Ce qui explique l'état de folie du malade.
Le soldat déserteur servait dans l'Artists' Rifles, un régiment qui regroupait des artistes de toutes origines. Dans son délire se mêlent des personnages nombreux qu'il a quitté après avoir fui la guerre en Europe pour l'Amérique du sud, ainsi que des références culturelles très diverses. D'abord, il prend Corto venu le soigner pour un leprechaun lui apportant un philtre d'amour. Puis, il croise en pleine jungle un jockey de l'hippodrome de Longchamp, qui emprunte un raccourci, des camarades de son régiment et sa mère profitant d'un tea time. Se promenant, il entonne des airs médiévaux : "Toute seule passerai" et un rondeau de Charles Ier d'Orléans. Face au lieutenant Rilke, il lui demande s'il ne serait pas de la famille du poète : il fait allusion à l'écrivain autrichien Rainer Maria Rilke. Puis, il retrouve la femme qu'il aime, Evelyne, dans un cimetière qui lui évoque la guerre qui fait rage en Europe, avec ses camarades morts à Ypres et à Saint-Jean. Enfin, peu avant de la rencontrer, il évoque la rue du Roi-de-Sicile. C'est cette même rue, située dans le Marais, à Paris, que se trouve lAlma de Toledo, comme mentionné sur son insigne de régiment, où se trouve également le signe de la confraternité gitane espagnole à laquelle appartenait la mère de Corto. Quant à lAlma de Toledo, il sera de nouveau mentionné à la fin de L'Ange à la fenêtre d'Orient (Les Celtiques), sur un papier trouvée dans les affaires de Venexiana Stevenson.

### Fables et grands-pères

#### Résumé
Voilà deux ans, Nathan, le fils du docteur Stone a été tué avec son épouse, fille du sorcier jivaro Marangoué. Ils ont laissé un garçon âgé maintenant de sept ans. Le docteur Stone voudrait le retrouver et fait appel à Corto Maltese pour le rechercher. Accompagné d’un guide jivaro, ils s’enfoncent dans la jungle péruvienne. À l’approche du village, tout devient subitement silencieux. Assurément, les chasseurs d’esclaves, menés par Mendoza, les ont précédés. C’est alors que le guide dévoile qu’il est Marangoué. Mendoza est le meurtrier de Nathan et de sa fille et maintenant il vient d’enlever son petit-fils Tutazua. En suivant leurs traces, ils finissent par apercevoir le bateau des ravisseurs dans lequel ils s’introduisent. Une lutte s’engage entre Mendoza et Marangoué qui le jette aux piranhas. Les prisonniers sont libérés. Tutazua peut retrouver ses grands-pères, le docteur Stone décidant de s'installer dans la région avec son épouse.

#### Analyse
Pour les détails concernant l'Eldorado, voire le chapitre consacré plus bas.
L'histoire se déroule dans la province péruvienne du Loreto, contesté par différents pays voisins. Plusieurs peuples y habitent et sont en conflits : Shuaras et Aguarunas du Santiago, Indanza et Huambisas (es), tous des Jivaros. Y coule aussi le Río Marañón, sur lequel les personnages naviguent à plusieurs reprises. Ce fleuve traverse notamment le Pongo de Manseriche, gorge où se trouve le village de Mendoza. En parcourant la jungle, le marin a eu la malchance de se faire mordre par un serpent corail, groupe de serpents parmi les plus venimeux au monde.
Lorsque le père Sullivan s'énerve en frappant sur un poteau qu'il brise, Corto évoque le combat de boxe entre son oncle John L. Sullivan et James J. Corbett, au cours duquel ce dernier devint champion du monde des poids lourds en 1892. Puis, face au docteur Stone qui s'étonne de découvrir que son petit-fils est un indien tatoué, il lui demande ironiquement s'il s'attendait à un petit Lord Fauntleroy vêtu d'organdi, évoquant le roman pour les enfants de Frances Hodgson Burnett Le Petit Lord Fauntleroy.

## Analyse générale

### L'Eldorado et les Cités de Cibola
Dans cet album, il est plusieurs fois question de l'Eldorado et des Cités de Cibola, deux contrées mythiques d'Amérique réputées pour leurs richesses. Présentées ici comme n'en faisant qu'une, elles font l'objet d'actives recherches de nombreux aventuriers au fil des siècles : Francisco de Orellana, Francisco Vásquez de Coronado, Álvar Núñez Cabeza de Vaca, Walter Raleigh, Alonso de Alvarado, Hernando de Soto et, ici, Corto Maltese. Ce dernier part activement à leur découverte, à travers deux histoires.
L'histoire Têtes de champignons fait rencontrer au héros l’antiquaire Lévi Colombia, qui lui fournit des indications pour trouver l'Eldorado, à travers le journal d'Eliah Corbett. Cet explorateur anglais disparu, inspiré par Percy Fawcett, suivit le chemin emprunté par le conquistador Francisco de Orellana, qui descendit le Río Marañón jusqu'à l'Amazone. Il explique avoir découvert une étrange construction cylindrique entourée d'un escalier (que l'on apercevra plus loin dans l'histoire), qu'il ne rencontra qu'en Mésopotamie. D'après Steiner, il s'agit de "ruines d'une antique cité inca ou pré-inca dans l’Amazonie équatorienne ou brésilienne". Pourtant, quand Colombia lui présente une statuette trouvée entre la Colombie et l'Équateur, celle-ci lui évoque la civilisation Tlatilco, qui vécut au Mexique. Mais il semblerait bien, selon Corto, que cet endroit soit fait de la même matière que les rêves (reprenant cette citation célèbre de William Shakespeare, visible ici).
Fables et grands-pères clôt l'album comme il avait commencé, avec l'évocation de ces contrées légendaires. Cette fois, la recherche d'un enfant dans la jungle est un prétexte de la part de Colombia pour en découvrir plus sur les Cités de Cibola. Durant son expédition, Corto interroge le père Sullivan, missionnaire franciscain de Borjas (es), (dans le Datem del Marañón), à propos de ces fabuleuses cités. Celui-ci évoque brièvement une carte qui en indiquerait leur emplacement, qu'il pourrait trouver dans la lagune de Venise, sur l’île Saint François du Désert. Le marin partira à la recherche de cet objet de retour en Europe, comme on l'apprendra dans L'Ange à la fenêtre d'Orient (Les Celtiques) ; il y apprend que les cités se trouvent près des mines d'or de l'empereur Inca Atahualpa.

## Prépublications
- France : ces cinq aventures de Corto Maltese paraissent pour la première fois dans l'hebdomadaire Pif Gadget.
  - Têtes et champignons : no 96 du 25 novembre 1970.
  - La Conga des bananes : no 103 du 12 janvier 1971.
  - Une étrange affaire (Vaudou pour monsieur le président) : no 108 du 18 mars 1971.
  - La Lagune des Beaux Songes : no 117 du 20 mai 1971.
  - Fables et grands-pères : no 124 du 8 juillet 1971.

## Albums édités en France
Texte et dessins de Hugo Pratt.

### Premières éditions

#### Album broché – couleurs
- La lagune des Beaux Songes (format 32x42)[5], éd. Publicness[6], 1972.

#### Album relié – couleurs
- Corto Maltese (tome 2, format à l’italienne 24x33)[7], éd. Publicness, 1974.
  - Têtes de champignons – La Conga des bananes – Vaudou pour monsieur le président – La Lagune des Beaux Songes – Fables et grands-pères.

### Rééditions

#### Albums reliés – couleurs

##### Premier découpage: en 3 volumes
Volume 1
- La Conga des Bananes, éd. Casterman, 1974.
  - Têtes de champignons – La Conga des bananes.

Volume 2
- Vaudou pour monsieur le président, éd. Casterman, 1974.
  - Vaudou pour monsieur le président – La Lagune des Beaux Songes.

Volume 3
- L'Ange à la fenêtre d'Orient *, éd. Casterman, 1975.
  - L'Ange à la fenêtre d'Orient * – Fables et grands-pères.
  - Nota bene : L'Ange à la fenêtre d'Orient – l’histoire dont ce 3e album emprunte le titre –, est intégrée dans Les Celtiques.

##### Deuxième découpage: en 2 volumes
Volume 1
- Lointaines îles du vent (documents et aquarelles de Hugo Pratt), éd. Casterman, 2001.
- Lointaines îles du vent (format 21.5x29, préface de Marco Steiner, photos de Marco d’Anna : Par-delà les fleuves et la réalité, des ponts), éd. Casterman, série Corto Maltese, tome 5, paru le 8 novembre 2010  (ISBN 978-2-203-02972-9)
  - Têtes de champignons – La Conga des bananes – Vaudou pour monsieur le président.

Volume 2
- La Lagune des mystères (documents et aquarelles de Hugo Pratt, éd. Casterman, 2002.
- La Lagune des mystères (format 21.5x29, préface de Marco Steiner et photos de Marco d’Anna : Matières de rêve et réalités liquides), éd. Casterman, série Corto Maltese, tome 6, 2009  (ISBN 978-2-203-02486-1)
  - La Lagune des Beaux Songes – Fables et grands-pères – L'Ange à la fenêtre d'Orient – Sous le drapeau de l'argent.
  - Nota bene : Les 2 dernières histoires de cet album sont intégrées dans Les Celtiques.

#### Petits formats brochés – couleurs
- Éd. Casterman, série Corto, 2007 :
  - Tome 9 : Têtes et champignons[8]
  - Tome 10 : La Conga des bananes
  - Tome 11 : Vaudou pour monsieur le président
  - Tome 12 : La Lagune des Beaux Songes
  - Tome 13 : Fables et grands-pères

#### Albums brochés – noir et blanc
- Corto toujours un peu plus loin, éd. Casterman, coll. « Les grands romans de la bande dessinée », 1979  (ISBN 2-203-33222-0)
- Corto toujours un peu plus loin (nouvelle couverture), éd. Casterman, 2001.
- Toujours un peu plus loin, Casterman 2011, coll. "Corto Maltese en noir et blanc", couverture souple à rabats, format 23,5/29,5  (ISBN 978-2-203-03356-6)
  - Têtes de champignons – La Conga des bananes – Vaudou pour monsieur le président – La Lagune des Beaux Songes – Fables et grands-pères.

#### Petit format broché – noir et blanc
- Corto toujours un peu plus loin, coll. « J’ai lu BD », éd. J’ai lu, 1989.
  - Têtes de champignons – La Conga des bananes – Vaudou pour monsieur le président – La Lagune des Beaux Songes – Fables et grands-pères.

## Courts-métrages d’animation
- Têtes et champignons[8]
- La Conga des bananes
  - Réalisateurs : Richard Danto et Liam Saury.
  - Avec la voix de Richard Berry (Corto Maltese).
  - Diffusés sur France 4, en juin 2007.
  - Coffret 7 DVD : Corto Maltese. L'Intégrale. Studio Canal, 2005.